# Statistiche e record di Bill Tilden

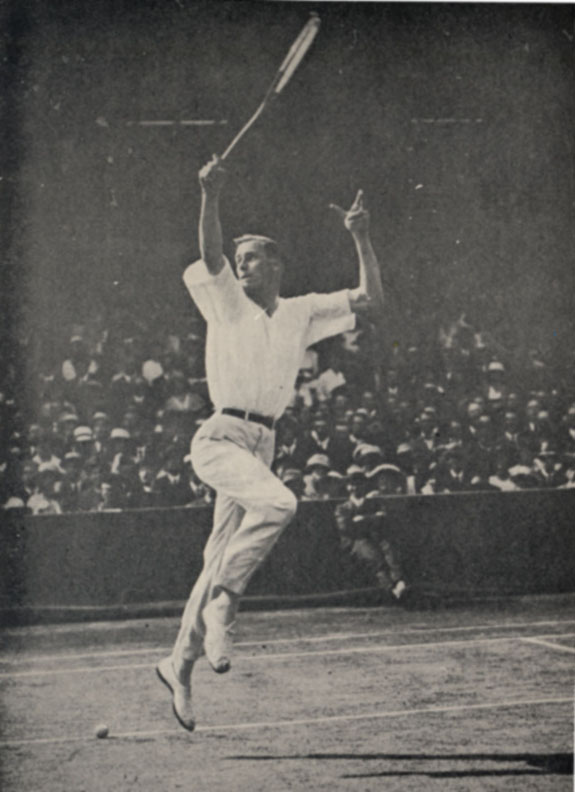
Bill Tilden nel 1919

In questa pagina sono riportate le statistiche e i record realizzati da Bill Tilden durante la sua carriera tennistica.

## Singolare

### Grande Slam

#### Vinte (10)
| Anno | Torneo                          | Superficie | Avversario in finale | Punteggio                 |
| ---- | ------------------------------- | ---------- | -------------------- | ------------------------- |
| 1920 | Torneo di Wimbledon             | Erba       | Gerald Patterson     | 2–6, 6–2, 6–3, 6–4        |
| 1920 | U.S. National Championships     | Erba       | Bill Johnston        | 6–1, 1–6, 7–5, 5–7, 6–3   |
| 1921 | Torneo di Wimbledon (2)         | Erba       | Brian Norton         | 4–6, 2–6, 6–1, 6–0, 7–5   |
| 1921 | U.S. National Championships (2) | Erba       | Wallace F. Johnson   | 16–18, 2–6, 6–1, 6–2, 6–4 |
| 1922 | U.S. National Championships (3) | Erba       | Bill Johnston        | 4–6, 3–6, 6–2, 6–3, 6–4   |
| 1923 | U.S. National Championships (4) | Erba       | Bill Johnston        | 6–4, 6–1, 6–4             |
| 1924 | U.S. National Championships (5) | Erba       | Bill Johnston        | 6–1, 9–7, 6–2             |
| 1925 | U.S. National Championships (6) | Erba       | Bill Johnston        | 4–6, 11–9, 6–3, 4–6, 6–3  |
| 1929 | U.S. National Championships (7) | Erba       | Francis Hunter       | 3–6, 6–3, 4–6, 6–2, 6–4   |
| 1930 | Torneo di Wimbledon (3)         | Erba       | Wilmer Allison       | 6–3, 9–7, 6–4             |

#### Perse (5)
| Anno | Torneo                      | Superficie  | Avversario in finale  | Punteggio                |
| ---- | --------------------------- | ----------- | --------------------- | ------------------------ |
| 1918 | U.S. National Championships | Erba        | Robert Lindley Murray | 3–6, 1–6, 5–7            |
| 1919 | U.S. National Championships | Erba        | Bill Johnston         | 4–6, 4–6, 3–6            |
| 1927 | Internazionali di Francia   | Terra rossa | René Lacoste          | 4–6, 6–4, 7–5, 3–6, 9–11 |
| 1927 | U.S. National Championships | Erba        | René Lacoste          | 9–11, 3–6, 9–11          |
| 1930 | Internazionali di Francia   | Terra rossa | Henri Cochet          | 6–3, 6–8, 3–6, 1–6       |

### Tutti i titoli

#### Titoli da dilettante
| Anno              | Torneo                                                    | Superficie     | Avversario in finale    | Punteggio             |
| ----------------- | --------------------------------------------------------- | -------------- | ----------------------- | --------------------- |
| maggio 1915       | Philadelphia Districts Championships, Filadelfia          |                | Stanley Pearson         | 4-6 6-0 5-7 9-7 6-0   |
| 12 giugno 1915    | Pennsylvania Invitational, Filadelfia                     | Erba           | Craig Biddle            | 0-6 6-3 6-4 7-5       |
| 17 luglio 1915    | Plymouth Cup, Plymouth                                    | Terra rossa    | Norman Swayne           | 6-1 6-4 3-6 6-1       |
| 11 settembre 1915 | Western New Jersey Championships, Moorestown              | Erba           | E.C. Hall               | 11-9 6-4 0-6 4-6 6-4  |
| 1916              | Plymouth Cup, Plymouth                                    | Terra rossa    | Philip B. Hawk          | [ 5 ]                 |
| 1916              | Point Pleasant (Memorial Day), Point Pleasant             |                | Paul W. Gibbons         | [ 5 ]                 |
| 1916              | Point Pleasant (Labor Day), Point Pleasant                |                | Hammett Norton          | [ 5 ]                 |
| 1916              | Western New Jersey Championships, Moorestown              | Erba           | Norman Swayne           | [ 5 ]                 |
| 22 luglio 1916    | Beach Haven Championhips, Beach Haven                     |                | Norman Swayne           | 6-2 6-3 3-6 3-6 6-4   |
| 18 settembre 1916 | Camden County Championships, Haddonfield                  |                | Philip B. Hawk          | 6-4 1-6 6-2 6-8 6-1   |
| 17 settembre 1917 | Marine and Field Club Championships, Brooklyn             |                | Samuel Howard Voshell   | 6-3 6-0 6-4           |
| 21 luglio 1917    | Beach Haven Championhips, Beach Haven                     |                | Norman Swayne           | 6-3 1-6 7-5 4-6 6-0   |
| 21 luglio 1917    | Delaware State Championships, Wilmington                  | Erba           | Percy S. Osborne        | 6-1 6-2 6-0           |
| 18 maggio 1918    | Harlem Tennis Club Championships, New York                | Terra rossa    | Henry Bassford          | 6-2 7-5 6-0           |
| 10 giugno 1918    | Bronx County Championships, New York                      | Erba           | Samuel Howard Voshell   | 6-4 4-6 6-2 3-6 6-2   |
| 14 giugno 1918    | Pennsylvania Lawn Tennis Championship, Filadelfia         | Erba           | Wallace Ford Johnson    | 6-2 6-0 6-0           |
| 29 giugno 1918    | Western Pennsylvania Championships, Filadelfia            | Terra rossa    | Charles Garland         | 2-6 6-3 7-5 6-3       |
| 6 luglio 1918     | U.S. Men's Clay Court Championships, Chicago              | Terra rossa    | Chuck Garland           | 6-4 6-4 3-6 6-2       |
| 24 agosto 1918    | Southampton Invitation, Southampton                       | Erba           | Theodore Roosevelt Pell | 6-4 6-2 6-4           |
| 1º marzo 1919     | Middle States Covered Court Championships, Filadelfia     | Parquet indoor | Vincent Richards        | 4-6 6-3 5-7 6-2 7-5   |
| 12 aprile 1919    | North & South Championships, Pinehurst                    | Terra rossa    | Ichiya Kumagae          | 1-6, 6-2, 6-3, 6-4    |
| 19 maggio 1919    | Harlem Tennis Club Championships, New York                | Terra rossa    | Ichiya Kumagae          | 6-4 6-4 6-4           |
| 31 maggio 1919    | Plymouth Cup, Plymouth                                    | Terra rossa    | Wallace Ford Johnson    | 6-1 4-6 6-4 6-4       |
| 18 giugno 1919    | Pennsylvania Lawn Tennis Championship, Filadelfia         | Erba           | Wallace Ford Johnson    | 6-4 4-6 6-3 6-8 6-2   |
| 28 giugno 1919    | Delaware State Championships, Wilmington                  | Erba           | Richard Norris Williams | 6-1 6-3 6-1           |
| 10 luglio 1919    | Western Pennsylvania Clay Court Championships, Pittsburgh | Terra rossa    | Vincent Richards        | 6-4 6-3 3-6-1         |
| 1º agosto 1919    | Seabright Invitational, Seabright                         | Erba           | Leonard Beekman         | 6-3 3-6 6-2 6-1       |
| 9 agosto 1919     | Newport Casino Trophy, Newport                            | Erba           | Bill Johnston           | 7-5 8-6 6-1           |
| 3 aprile 1920     | US Indoors, New York                                      | Parquet indoor | Vincent Richards        | 10-8 6-3 6-1          |
| 14 aprile 1920    | North & South Championships, Pinehurst                    | Terra rossa    | Samuel Howard Voshell   | 6-4 11-13 6-3 6-4     |
| 3 luglio 1920     | Torneo di Wimbledon, Londra                               | Erba           | Gerald Patterson        | 2-6 6-2 6-3 6-4       |
| 24 luglio 1920    | Midland Counties Championships, Edgbaston                 | Erba           | Charles Winslow         | 6-4 6-2 3-6 6-4       |
| 7 settembre 1920  | U.S. National Championships, New York                     | Erba           | Bill Johnston           | 6-1 1-6 7-5 5-7 6-3   |
| 1º dicembre 1920  | New Zealand Championships, Auckland                       | Erba           | Watson Washburn         | 6-0 6-1 4-6 4-6 6-3   |
| 7 aprile 1921     | Philadelphia Invitational, Filadelfia                     | Canvas         | Vincent Richards        | 6-4 6-4 6-3           |
| 5 giugno 1921     | World Hard Court Championships, Saint-Cloud               | Terra rossa    | Jean Washer             | 6-3 6-3 6-3           |
| 2 luglio 1921     | Torneo di Wimbledon, Londra                               | Erba           | Brian Norton            | 4-6 2-6 6-1 6-0 7-5   |
| 20 settembre 1921 | U.S. National Championships, New York                     | Erba           | Wallace Ford Johnson    | 6-1 6-3 6-1           |
| 30 maggio 1922    | Philadelphia Districts Championships, Filadelfia          |                | Wallace Ford Johnson    | 2-6 2-6 6-4 6-2 6-3   |
| 5 giugno 1922     | Eastern Pennsylvania Clay Court Championships, Filadelfia | Terra rossa    | Phil Bettens            | 6-4 5-7 6-0 6-0       |
| 24 giugno 1922    | Rhode Island Clay Court Championships, Providence         | Terra rossa    | Arnold Jones            | 7-5 6-4 6-0           |
| 2 luglio 1922     | Illinois State Championships, Glencoe                     | Erba           | Walter Hayes            | 6-3 6-3 6-3           |
| 10 luglio 1922    | U.S. Men's Clay Court Championships, Indianapolis         | Terra rossa    | Zenzo Shimizu           | 7-5 6-3 6-1           |
| 15 luglio 1922    | Rhode Island State Championships, Providence              | Terra rossa    | Vincent Richards        | 6-3 6-1 6-0           |
| 23 luglio 1922    | Longwood Bowl, Brookline                                  | Erba           | Richard Norris Williams | 6-1 6-3 7-5           |
| 16 settembre 1922 | U.S. National Championships, New York                     | Erba           | Bill Johnston           | 4-6 3-6 6-2 6-3 6-4   |
| 12 febbraio 1923  | Buffalo Indoor, Buffalo                                   | Parquet indoor | Vincent Richards        | 6-4 4-6 3-6 6-3 6-1   |
| 30 maggio 1923    | Philadelphia City Championships, Filadelfia               |                | Wallace Ford Johnson    | 3-6 6-3 11-9 7-5      |
| 2 giugno 1923     | Eastern Pennsylvania Clay Court Championships, Filadelfia | Terra rossa    | Manuel Alonso           | 1-6 4-6 6-4 6-2 6-3   |
| 16 giugno 1923    | New England Championships, Hartford                       | Terra rossa    | Manuel Alonso           | 7-5 7-5 6-8 6-3       |
| 24 giugno 1923    | Great Lakes Championships, Buffalo                        | Terra rossa    | Manuel Alonso           | 7-5 6-3 6-3           |
| 17 luglio 1923    | U.S. Men's Clay Court Championships, Indianapolis         | Terra rossa    | Manuel Alonso           | 2-6 8-6 6-1 7-5       |
| 29 luglio 1923    | Southern California Championships, Los Angeles            | Cemento        | Manuel Alonso           | 9–7 6–4 6–2           |
| 15 settembre 1923 | U.S. National Championships, New York                     | Erba           | Bill Johnston           | 4-6 3-6 6-2 6-3 6-4   |
| 5 aprile 1924     | South Atlantic Championships, Augusta                     |                | Lawrence Rice           | 6-1 6-3 6-4           |
| 3 maggio 1924     | Middle States Clay Court Championships, Filadelfia        | Terra rossa    | Manuel Alonso           | 3-6 6-2 5-7 6-4 6-4   |
| 31 maggio 1924    | Eastern Pennsylvania Clay Court Championships, Filadelfia | Terra rossa    | Alfred Chaplin          | 6-1 6-3               |
| 2 giugno 1924     | Orange Club Championships, Mountain Station               | Erba           | Dean Mathey             | 4-6 7-5 3-6 6-0 6-2   |
| 6 giugno 1924     | Rhode Island State Championships, Providence              | Terra rossa    | Nathaniel Niles         | 6-0 6-4 6-1           |
| 14 giugno 1924    | New England Championships, Hartford                       | Terra rossa    | Nathaniel Niles         | 6-3 6-1 6-2           |
| 20 giugno 1924    | Great Lakes Championships, Buffalo                        | Terra rossa    | Alfred Chapin           | 3-6 7-5 6-1 4-6 8-6   |
| 6 luglio 1924     | Western Championships, Indianapolis                       | Terra rossa    | John Hennessey          | 6-2 6-1 6-2           |
| 14 luglio 1924    | U.S. Men's Clay Court Championships, Saint Louis          | Terra rossa    | Harvey Snodgrass        | 6-2 6-1 6-1           |
| 21 luglio 1924    | Illinois State Championships, Glencoe                     | Erba           | Howard Kinsey           | 6-1 0-6 6-4 6-3       |
| 3 agosto 1924     | Southern California Championships, Los Angeles            | Cemento        | Alfred Chapin           | 2-6 6-4 6-3           |
| 2 settembre 1924  | U.S. National Championships, New York                     | Erba           | Bill Johnston           | 6-1 9-7 6-2           |
| 14 febbraio 1925  | Casino Heights Invitational, New York                     | Parquet indoor | Dean Mathey             | 6-2 6-1 6-8 7-5       |
| 23 febbraio 1925  | Buffalo Indoor, Buffalo                                   | Parquet indoor | Lawrence Rice           | 6-0 6-4 6-2           |
| 13 marzo 1925     | Florida State Championships, Palm Beach                   | Terra rossa    | Manuel Alonso           | 6-3 7-9 6-1 6-4       |
| 21 marzo 1925     | Southeastern Championships, Jacksonville                  | Terra rossa    | Vincent Richards        | 7-5 6-1 6-4           |
| 25 aprile 1925    | Greenbrier Invitational, White Sulphur Springs            | Terra verde    | Francis Hunter          | 6-1 6-2 6-3           |
| maggio 1925       | Maryland State Championships, Chevy Chase                 | Terra rossa    | Alfred Chapin           | 5-7 6-1 7-5 6-0       |
| 22 maggio 1925    | Pennsylvania & Middle States Championships, Filadelfia    | Erba           | Richard Norris Williams | 0-6 6-2 6-4 1-6 6-4   |
| 13 giugno 1925    | New England Championships, Hartford                       | Terra rossa    | Manuel Alonso           | 6-4 6-4 6-1           |
| 21 giugno 1925    | Metropolitan Clay Court Championships, New York           | Terra rossa    | Vincent Richards        | 6-3 6-3 6-4           |
| 27 giugno 1925    | Eastern New York Clay Court Championships, New Rochelle   | Terra rossa    | Vincent Richards        | 8-6 6-4 6-2           |
| 4 luglio 1925     | Nassau Bowl, Glen Cove                                    | Erba           | Alfred Chapin           | 6-4 6-0 6-0           |
| 11 luglio 1925    | Rhode Island State Championships, Providence              | Terra rossa    | Arnold Jones            | 6-2 6-3 6-3           |
| 19 luglio 1925    | U.S. Men's Clay Court Championships, Saint Louis          | Terra rossa    | George Lott             | 3-6 6-3 2-6 6-2 8-6   |
| 26 luglio 1925    | Illinois State Championships, Glencoe                     | Erba           | Bill Johnston           | 6-4 6-3 9-7           |
| 19 settembre 1925 | U.S. National Championships, New York                     | Erba           | Bill Johnston           | 4-6 11-9 6-3 4-6 6-3  |
| 6 febbraio 1926   | Casino Heights Invitational, New York                     | Parquet indoor | Vincent Richards        | 6-3 6-4 11-9          |
| 3 aprile 1926     | South Atlantic Championships, Augusta                     |                | Alfred Chapin           | 6-3 6-8 6-4 2-6 6-3   |
| 10 aprile 1926    | Western North Carolina Championships, Asheville           |                | Alfred Chapin           | 6-4 4-6 12-10 4-6 9-7 |
| 12 giugno 1926    | New England Championships, Hartford                       | Terra rossa    | Alfred Chapin           | 6-3 10-8 9-7          |
| 20 giugno 1926    | Middle States Championships, Filadelfia                   | Erba           | Manuel Alonso           | 6-3 6-4 3-6 6-4       |
| 12 luglio 1926    | U.S. Men's Clay Court Championships, Detroit              | Terra rossa    | Brian Norton            | walkover              |
| 19 luglio 1926    | Tri-State Championships, Cincinnati                       |                | George Lott             | 4-6 6-3 7-9 6-4 6-3   |
| 24 luglio 1926    | Longwood Bowl, Brookline                                  | Erba           | Lewis White             | 6-3 6-4 6-3           |
| 15 agosto 1926    | Southern New York Championships, Rye                      |                | Vincent Richards        | 4-6 6-4 7-5 6-2       |
| 21 agosto 1926    | Southampton Invitation, Southampton                       | Erba           | Brian Norton            | 6-4 4-6 6-4 7-5       |
| 28 agosto 1926    | Newport Casino Trophy, Newport                            | Erba           | Alfred Chapin           | 3-6 6-4 6-0 8-6       |
| 19 dicembre 1926  | Pennsylvania Athletic Club Indoor Tournament, Filadelfia  | Parquet indoor | Manuel Alonso           | 6-1 6-3 6-4           |
| 6 marzo 1927      | South Florida Championships, Miami Beach                  |                | Manuel Alonso           | 6-3 7-9 5-7 6-4 6-2   |
| 12 marzo 1927     | Florida State Championships, Palm Beach                   |                | Manuel Alonso           | 7-5 6-8 3-6 6-0 6-4   |
| 18 marzo 1927     | Southeastern Championships, Ortega                        |                | George Lott             | 6-4 6-1 6-3           |
| 1º aprile 1927    | South Atlantic Championships, Augusta                     |                | George Lott             | 11-9 0-6 6-2 6-1      |
| 9 aprile 1927     | Blue Ridge Championships, Asheville                       |                | George Lott             | 4-6 6-4 6-1 6-2       |
| 16 aprile 1927    | North & South Championships, Pinehurst                    | Terra rossa    | George Lott             | 6-2 7-5 6-2           |
| 24 luglio 1927    | U.S. Men's Clay Court Championships, Detroit              | Terra rossa    | John Hennessey          | 6-4 6-1 6-2           |
| 1º agosto 1927    | Illinois State Championships, Chicago                     |                | John Hennessey          | 5-7 6-3 6-2 3-6 8-6   |
| 6 agosto 1927     | Seabright Invitational, Seabright                         | Erba           | Francis Hunter          | 6-4 6-1 8-6           |
| 13 agosto 1927    | Southampton Invitation, Southampton                       | Erba           | George Lott             | 6-2 7-5 6-2           |
| 27 agosto 1927    | Newport Casino Trophy, Newport                            | Erba           | Manuel Alonso           | 5-7 6-3 9-7 6-2       |
| 9 ottobre 1927    | Pacific Southwest Championships, Los Angeles              | Cemento        | Francis Hunter          | 6-2 6-4 6-2           |
| 28 novembre 1927  | Pennsylvania Athletic Club Indoor Tournament, Filadelfia  | Parquet indoor | Francis Hunter          | 8-6 5-7 2-1 ritiro    |
| 23 gennaio 1928   | Buffalo Indoor, Buffalo                                   | Parquet indoor | Francis Hunter          | 8-6 6-2 8-10 10-8     |
| 29 aprile 1928    | California State Championships, Ojai                      |                | John Hennessey          | 6–2, 6–1, 6–0         |
| 23 giugno 1928    | Queen's Club Championships, Londra                        | Erba           | Francis Hunter          | 6-3 6-2 6-1           |
| 9 giugno 1929     | Swiss International Championships, Zurigo                 | Terra rossa    | Francis Hunter          | 5-7 6-4 7-5 3-6 6-1   |
| 17 giugno 1929    | Dutch International Championships, Noordwijk              | Terra rossa    | Francis Hunter          | 7-5 6-3 6-4           |
| 17 agosto 1929    | Eastern Grass Court Championships, Rye                    | Erba           | Francis Hunter          | 6-2 6-2 11-9          |
| 25 agosto 1929    | Newport Casino Trophy, Newport                            | Erba           | George Lott             | 6-2 3-6 6-4 5-7 6-3   |
| 7 settembre 1929  | U.S. National Championships, New York                     | Erba           | Francis Hunter          | 3-6 6-3 4-6 6-2 6-4   |
| 13 gennaio 1930   | Monegasque Championships, Monte Carlo                     | Terra rossa    | George Lyttleton Rogers | 7-5 6-1 6-8 6-0       |
| 25 gennaio 1930   | New Courts Club Championships, Cannes                     | Terra rossa    | Giorgio De Stefani      | 6-1 6-4 6-1           |
| 2 febbraio 1930   | Gallia Club Championships, Cannes                         | Terra rossa    | Herman von Artens       | 6-0 6-2 6-0           |
| 18 febbraio 1930  | South of France Championships, Nizza                      | Terra rossa    | George Lyttleton Rogers | 4-6 8-6 6-1 5-7 6-0   |
| 2 marzo 1930      | Monte Carlo Cup, Monte Carlo                              | Terra rossa    | Bunny Austin            | 6-4 6-4 6-1           |
| 9 marzo 1930      | Riviera Championships, Mentone                            | Terra rossa    | Jacques Brugnon         | 10-8 7-5 3-6 4-6 6-1  |
| 16 marzo 1930     | Nice Lawn Tennis Club Championships, Nizza                | Terra rossa    | George Lyttleton Rogers | 6-2 6-2 6-3           |
| 24 marzo 1930     | Côte d'Azur Championships, Cannes                         | Terra rossa    | Giorgio De Stefani      | 6-4 6-3 6-4           |
| 6 aprile 1930     | Saint-Raphaël Championships, Saint-Raphaël                | Terra rossa    | George Lyttleton Rogers | 6-1 6-0 6-2           |
| 13 aprile 1930    | Torneo di Juan-les-Pins, Juan-les-Pins                    | Terra rossa    | Wilbur Franklyn Coen    | 4-6 6-1 6-2 6-3       |
| 21 aprile 1930    | Beaulieu Second Meeting, Beaulieu-sur-Mer                 | Terra rossa    | Wilbur Franklyn Coen    | walkover              |
| 27 aprile 1930    | Monte Carlo Third Meeting, Monte Carlo                    | Terra rossa    | Jean Le Sueur           | 6-1 6-2 6-3           |
| 4 maggio 1930     | Internazionali d'Italia, Milano                           | Terra rossa    | Uberto De Morpurgo      | 6-1 6-1 6-2           |
| 11 maggio 1930    | Austrian International Championships, Vienna              | Terra rossa    | Franz-Wilhelm Matejka   | 6-3 6-1 8-6           |
| 9 giugno 1930     | Berlin Championships, Berlino                             | Terra rossa    | Daniel Prenn            | 7-5 7-5               |
| 4 luglio 1930     | Torneo di Wimbledon, Londra                               | Erba           | Wilmer Allison          | 6-3 9-7 6-4           |
| 13 luglio 1930    | Dutch International Championships, Noordwijk              | Terra rossa    | Daniel Prenn            | 8-6 6-8 6-3 6-4       |
| 23 agosto 1930    | Newport Casino Trophy, Newport                            | Erba           | Wilmer Allison          | 6-1 0-6 5-7 6-2 6-4   |

#### Titoli da professionista
| Anno              | Torneo                                               | Superficie  | Avversario in finale | Punteggio               |
| ----------------- | ---------------------------------------------------- | ----------- | -------------------- | ----------------------- |
| 31 maggio 1931    | Longwood Bowl Round Robin, Boston                    |             |                      | Round Robin             |
| 10 luglio 1931    | U.S. Pro Tennis Championships, New York              | Erba        | Vincent Richards     | 7-5, 6-2, 6-1           |
| 24 settembre 1933 | French Pro Championships, Parigi                     | Terra rossa | Henri Cochet         | 6–2, 6–4, 6–2           |
| 31 dicembre 1933  | U.S. Pro Indoor, New York                            |             | Vincent Richards     | 6-4, 6-1, 6-2           |
| 24 giugno 1934    | Great Lakes Pro Championships, Detroit               |             | Karel Koželuh        | 6-3 3-6 6-3 6-2         |
| 16 settembre 1934 | Lyon Pro Championships, Parigi                       |             | Henri Cochet         |                         |
| 23 settembre 1934 | French Pro Championships, Parigi                     | Terra rossa | Martin Plaa          | 6–2, 6–4, 7–5           |
| 30 settembre 1934 | Southport Pro Championships, Southport               | Erba        | Martin Plaa          | Round Robin             |
| 2 giugno 1935     | American Pro Championships, South Orange             |             | George Lott          | 8-6, 6-1, 6-2           |
| agosto 1935       | Le Touquet Pro Championships, Le Touquet-Paris-Plage |             |                      |                         |
| 16 settembre 1935 | U.S. Pro Tennis Championships, New York              | Erba        | Karel Koželuh        | 0-6, 6-1, 6-4, 0-6, 6-4 |
| 30 luglio 1937    | La Baule Pro Championships, La Baule-Escoublac       |             | Robert Ramillon      |                         |
| 19 settembre 1937 | German Pro Championships, Berlino                    | Terra rossa | Hans Nüsslein        |                         |
| 7 ottobre 1937    | Scottish Pro Championships, Glasgow                  | Erba        | Hans Nüsslein        |                         |

#### Finali perse da dilettante
| Anno              | Torneo                                                     | Superficie     | Avversario in finale    | Punteggio             |
| ----------------- | ---------------------------------------------------------- | -------------- | ----------------------- | --------------------- |
| 25 giugno 1914    | Pennsylvania State Championships, Filadelfia               | Erba           | Richard Norris Williams | 6-4 6-0 3-6 6-2       |
| 16 marzo 1916     | Philadelphia and District Indoor Championships, Filadelfia | Parquet indoor | Willis A. Davis         | 4-6 6-3 6-4 6-4       |
| 5 settembre 1917  | Northern Pennsylvania Championships, Clark Summit          |                | Charles Garland         | 4-6 6-1 6-4 10-8      |
| 4 settembre 1918  | U.S. National Championships, New York                      | Erba           | Robert Lindley Murray   | 6-3 6-1 7-5           |
| 5 aprile 1919     | US Indoors, New York                                       | Parquet indoor | Vincent Richards        | 3-6 6-3 6-8 6-1 6-4   |
| 19 luglio 1919    | U.S. Men's Clay Court Championships, Chicago               | Terra rossa    | Bill Johnston           | 6-0 6-1 4-6 6-2       |
| 5 settembre 1919  | U.S. National Championships, New York                      | Erba           | Bill Johnston           | 6-4 6-4 6-3           |
| 19 luglio 1920    | Queen's Club Championships, Londra                         | Erba           | Bill Johnston           | 4-6 6-2 6-4           |
| 5 aprile 1921     | Rhode Island State Championships, Providence               | Terra rossa    | Vincent Richards        | 6-2 6-1 2-6 6-0       |
| 5 aprile 1922     | Middle States Covered Court Championships, Filadelfia      | Parquet indoor | Vincent Richards        | 2-6 6-1 6-4           |
| 5 aprile 1922     | Pacific Coast Championships, Berkeley                      | Cemento        | Bill Johnston           | 7-5 7-9 6-1 6-0       |
| 19 giugno 1922    | New England Championships, Hartford                        |                | Vincent Richards        | 4-6 3-6 6-2 6-3 6-3   |
| 5 aprile 1923     | Illinois State Championships, Chicago                      |                | Manuel Alonso           | 8-6 11-13 6-3 6-1     |
| 25 febbraio 1924  | Buffalo Indoor, Buffalo                                    | Parquet indoor | Manuel Alonso           | 6-4 1-6 6-1 3-6 6-4   |
| 31 maggio 1925    | Orange Club Championships, Mountain Station                | Erba           | Vincent Richards        | 4-6 6-1 7-5 6-4       |
| 15 marzo 1926     | Southeastern Championships, Jacksonville                   |                | Vincent Richards        | 6-8 14-12 4-6 6-0 6-4 |
| 24 marzo 1926     | Mason & Dixon Trophy, White Sulphur Springs                |                | Vincent Richards        | 11-9 6-2 2-6 3-6 6-3  |
| 4 giugno 1926     | Connecticut State Championships, New Haven                 |                | Alfred Chapin           | 8-6 6-4 7-5           |
| 4 giugno 1926     | Metropolitan Grass Court Championships, Rye                |                | Vincent Richards        | 6-3 6-4 4-6 6-3       |
| 24 marzo 1927     | Halifax County Championships, Ormond Beach                 |                | George Lott             | 6-3 0-6 7-5 6-3       |
| 17 settembre 1927 | U.S. National Championships, New York                      | Erba           | René Lacoste            | 11-9 6-3 11-9         |
| 4 giugno 1927     | Internazionali di Francia, Parigi                          | Terra rossa    | René Lacoste            | 6-4 4-6 5-7 6-3 11-9  |
| 13 febbraio 1929  | Casino Heights Invitational, New York                      | Parquet indoor | John van Ryn            | 6-1 6-4 6-2           |
| 23 giugno 1929    | Queen's Club Championships, Londra                         | Erba           | Francis Hunter          | titolo condiviso      |
| 5 gennaio 1930    | Coupe de Noel, Londra                                      |                | Jean Borotra            | 6-4 6-2 4-6 6-1       |
| 30 marzo 1930     | Cannes Championships, Cannes                               | Terra rossa    | Wilbur Franklyn Coen    | titolo condiviso      |
| 1º giugno 1930    | Internazionali di Francia, Parigi                          | Terra rossa    | Henri Cochet            | 3-6 8-6 6-3 6-1       |

## Doppio

### Grande Slam

#### Vinte (6)
| Anno | Torneo                      | Superficie | Compagno         | Avversari in finale                     | Punteggio           |
| ---- | --------------------------- | ---------- | ---------------- | --------------------------------------- | ------------------- |
| 1918 | U.S. National Championships | Erba       | Vincent Richards | Fred Alexander Beals Wright             | 6-3 6-4 3-6 2-6 6-2 |
| 1921 | U.S. National Championships | Erba       | Vincent Richards | Richard Norris Williams Watson Washburn | 13-11 12-10 6-1     |
| 1922 | U.S. National Championships | Erba       | Vincent Richards | Gerald Patterson Pat O'Hara Wood        | 4-6 6-1 6-3 6-4     |
| 1923 | U.S. National Championships | Erba       | Brian Norton     | Richard Norris Williams Watson Washburn | 3-6 6-2 6-3 5-7 6-2 |
| 1927 | Torneo di Wimbledon         | Erba       | Francis Hunter   | Jacques Brugnon Henri Cochet            | 1-6 4-6 8-6 6-3 6-4 |
| 1927 | U.S. National Championships | Erba       | Francis Hunter   | Bill Johnston Richard Norris Williams   | 10-8 6-3 6-3        |

#### Perse (2)
| Anno | Torneo                      | Superficie | Compagno         | Avversari in finale                      | Punteggio           |
| ---- | --------------------------- | ---------- | ---------------- | ---------------------------------------- | ------------------- |
| 1919 | U.S. National Championships | Erba       | Vincent Richards | Norman Brookes Gerald Patterson          | 6-8 3-6 6-4 6-4 2-6 |
| 1926 | U.S. National Championships | Erba       | Alfred Chapin    | Richard Norris Williams Vincent Richards | 4-6 8-6 9-11 3-6    |

## Doppio misto

### Grande Slam

#### Vinte (5)
| Anno | Torneo                      | Superficie  | Compagna                | Avversari in finale                       | Punteggio      |
| ---- | --------------------------- | ----------- | ----------------------- | ----------------------------------------- | -------------- |
| 1913 | U.S. National Championships | Erba        | Mary Browne             | Dorothy Green C.S. Rogers                 | 7-5, 7-5       |
| 1914 | U.S. National Championships | Erba        | Mary Browne             | Margaret Myers J. R. Rowland              | 6-1, 6-4       |
| 1922 | U.S. National Championships | Erba        | Molla Bjurstedt Mallory | Helen Wills Howard Kinsey                 | 6-4, 6-3       |
| 1923 | U.S. National Championships | Erba        | Molla Bjurstedt Mallory | Kitty McKane John Hawkes                  | 6-3, 2-6, 10-8 |
| 1930 | Internazionali di Francia   | Terra rossa | Cilly Aussem            | Eileen Bennett Whittingstall Henri Cochet | 6-4, 6-4       |

#### Perse (5)
| Anno | Torneo                      | Superficie | Compagna                | Avversari in finale                 | Punteggio       |
| ---- | --------------------------- | ---------- | ----------------------- | ----------------------------------- | --------------- |
| 1916 | U.S. National Championships | Erba       | Florence Ballin         | Eleonora Sears Willis Davis         | 6-4, 7-5        |
| 1917 | U.S. National Championships | Erba       | Florence Ballin         | Molla Bjurstedt Irving Wright       | 10-12, 6-1, 6-3 |
| 1919 | U.S. National Championships | Erba       | Florence Ballin         | Marion Zinderstein Vincent Richards | 2-6, 11-9, 6-2  |
| 1921 | U.S. National Championships | Erba       | Molla Bjurstedt Mallory | Mary Browne Bill Johnston           | 3-6, 6-4, 6-3   |
| 1924 | U.S. National Championships | Erba       | Molla Bjurstedt Mallory | Helen Wills Vincent Richards        | 6-8, 7-5, 6-0   |

## Tour professionistici
| Data                        | località             | Tour                                       | Partecipanti |
| --------------------------- | -------------------- | ------------------------------------------ | --- |
| 18 febbraio - 5 maggio 1931 | Stati Uniti e Canada | North American Tour 1931                   | 1) Bill Tilden (50-17) 2) Karel Koželuh (17-50)                                                                          |
| 9 maggio - 17 maggio 1931   | Stati Uniti          | World Pro Tour 1931                        | Bill Tilden (4-0) Vincent Richards (0-4)                                                                                 |
| Autunno 1931                | Europa               | European Tour 1931                         | Bill Tilden Hans Nüsslein Roman Najuch Martin Plaa Albert Burke Francis Hunter                                           |
| 4 gennaio - luglio 1932     | Stati Uniti Canada   | North American Tour 1932                   | Bill Tilden Hans Nüsslein Albert Burke Vincent Richards Roman Najuch Allen Behr Emmett Pare Francis Hunter Karel Koželuh |
| 11 gennaio - 30 maggio 1933 | Stati Uniti Canada   | North American Tour 1933                   | Bill Tilden Hans Nüsslein                                                                                                |
| Estate 1933                 | Europa               | European Tour 1933                         | Bill Tilden Bruce Barnes Hans Nüsslein Altri                                                                             |
| 10 gennaio - 17 maggio 1934 | Stati Uniti Canada   | North American Tour 1934                   | Ellsworth Vines Bill Tilden                                                                                              |
| novembre 1934               | Stati Uniti          | United States versus France Team Tour 1934 | Ellsworth Vines Bill Tilden Henri Cochet Martin Plaa                                                                     |
| ottobre - novembre 1936     | Asia                 | Asian Tour 1936                            | Ellsworth Vines Bill Tilden                                                                                              |
| 2 maggio - ? 1939           | Europa               | European Tour 1939                         | Don Budge Ellsworth Vines Bill Tilden Lester Stoefen                                                                     |
| 3 gennaio - 30 maggio 1941  | Stati Uniti e Canada | World Pro Tour 1941                        | Don Budge (46-7-1) Bill Tilden (7-46-1)                                                                                  |
| giugno - settembre 1941     | Stati Uniti e Canada | World Pro Tour 1941                        | Fred Perry (20-3) Bill Tilden (3-20)                                                                                     |

- Campionati professionali di tennis
  - Wembley, Inghilterra
    - Finalista, 1935, 1936, 1937, 1938
- Los Angeles
  - Doppio, 1927

## Risultati in progressione
| Sigla | Risultato               |
| ----- | ----------------------- |
| V     | Vincitore               |
| F     | Finalista               |
| SF    | Semifinalista           |
| O     | Oro olimpico            |
| A     | Argento olimpico        |
| SF    | Bronzo olimpico         |
| QF    | Quarti di Finale        |
| 4T    | Quarto turno            |
| 3T    | Terzo turno             |
| 2T    | Secondo turno           |
| 1T    | Primo turno             |
| RR    | Round Robin             |
| LQ    | Turno di qualificazione |
| A     | Assente                 |
| ND    | Non disputato           |

| Legenda superfici    |
| -------------------- |
| Cemento              |
| Terra battuta        |
| Erba                 |
| Superficie variabile |

|             |                           |                           |                           |                           |                           |                                |                                |                                |                                |                                |                           |                           |                           |                           |                           |                           | Titoli / Giocati | V-S in carriera | % vittorie |
| Grand Slam  | Carriera amatoriale       | Carriera amatoriale       | Carriera amatoriale       | Carriera amatoriale       | Carriera amatoriale       | Carriera amatoriale            | Carriera amatoriale            | Carriera amatoriale            | Carriera amatoriale            | Carriera amatoriale            | Carriera amatoriale       | Carriera amatoriale       | Carriera amatoriale       | Carriera amatoriale       | Carriera amatoriale       | Carriera amatoriale       | 10 / 23          | 114–13          | 89.76      |
| Grand Slam  | 1915                      | 1916                      | 1917                      | 1918                      | 1919                      | 1920                           | 1921                           | 1922                           | 1923                           | 1924                           | 1925                      | 1926                      | 1927                      | 1928                      | 1929                      | 1930                      | 10 / 23          | 114–13          | 89.76      |
| ----------- | ------------------------- | ------------------------- | ------------------------- | ------------------------- | ------------------------- | ------------------------------ | ------------------------------ | ------------------------------ | ------------------------------ | ------------------------------ | ------------------------- | ------------------------- | ------------------------- | ------------------------- | ------------------------- | ------------------------- | ---------------- | --------------- | ---------- |
| Australian  | A                         | Non disputati             | Non disputati             | Non disputati             | A                         | A                              | A                              | A                              | A                              | A                              | A                         | A                         | A                         | A                         | A                         | A                         | 0 / 0            | 0–0             | N/A        |
| French      | Non disputato             | Non disputato             | Non disputato             | Non disputato             | Non disputato             | Riservato ai tennisti francesi | Riservato ai tennisti francesi | Riservato ai tennisti francesi | Riservato ai tennisti francesi | Riservato ai tennisti francesi | A                         | A                         | F                         | A                         | SF                        | F                         | 0 / 3            | 14–3            | 82.35      |
| Wimbledon   | Non disputato             | Non disputato             | Non disputato             | Non disputato             | A                         | V                              | V                              | A                              | A                              | A                              | A                         | A                         | SF                        | SF                        | SF                        | V                         | 3 / 6            | 31–3            | 91.18      |
| U.S.        | A                         | 1T                        | 3T                        | F                         | F                         | V                              | V                              | V                              | V                              | V                              | V                         | QF                        | F                         | A                         | V                         | SF                        | 7 / 14           | 69–7            | 90.79      |
| Pro Slam    | Carriera professionistica | Carriera professionistica | Carriera professionistica | Carriera professionistica | Carriera professionistica | Carriera professionistica      | Carriera professionistica      | Carriera professionistica      | Carriera professionistica      | Carriera professionistica      | Carriera professionistica | Carriera professionistica | Carriera professionistica | Carriera professionistica | Carriera professionistica | Carriera professionistica | 4 / 19           | 36–17           | 67.92      |
| Pro Slam    | 1931                      | 1932                      | 1933                      | 1934                      | 1935                      | 1936                           | 1937                           | 1938                           | 1939                           | 1940                           | 1941                      | 1942                      | 1943                      | 1944                      | 1945                      | 1946                      | 4 / 19           | 36–17           | 67.92      |
| French Pro  | A                         | A                         | V                         | V                         | SF                        | A                              | SF                             | F                              | SF                             | Non disputato                  | Non disputato             | Non disputato             | Non disputato             | Non disputato             | Non disputato             | Non disputato             | 2 / 6            | 10–4            | 71.43      |
| Wembley Pro | Non disputato             | Non disputato             | Non disputato             | 3°                        | F                         | A                              | F                              | F                              | 3°                             | Non disputato                  | Non disputato             | Non disputato             | Non disputato             | Non disputato             | Non disputato             | Non disputato             | 0 / 4            | 8–6             | 57.14      |
| U.S. Pro    | V                         | SF                        | A                         | A                         | V                         | A                              | A                              | A                              | SF                             | SF                             | QF                        | A                         | QF                        | ND                        | SF                        | 1T                        | 2 / 9            | 18–7            | 72.00      |
| Totale:     | Totale:                   | Totale:                   | Totale:                   | Totale:                   | Totale:                   | Totale:                        | Totale:                        | Totale:                        | Totale:                        | Totale:                        | Totale:                   | Totale:                   | Totale:                   | Totale:                   | Totale:                   | Totale:                   | 14 / 42          | 150–30          | 83.33      |

## Record
| Torneo      | Data inizio del record | Record                                                                         | Condiviso con                |
| Grande Slam | 1877                   | 100–10 (90.90%). Più alta percentuale di vittorie su major disputati sull'erba | Nessuno                      |
| US Open     | 1881                   | 7 titoli nel singolare                                                         | Richard Sears William Larned |
| US Open     | 1881                   | 10 finali                                                                      | Nessuno                      |
| US Open     | 1881                   | 69–7 (90.79%). Più alta percentuale di vittorie                                | Nessuno                      |
| US Open     | 1881                   | 42 vittorie consecutive (1920–26)                                              | Nessuno                      |
| Tutti       | 1881                   | 907–62 (93.60%). Più alta percentuale di vittorie in carriera                  | Nessuno                      |
| Tutti       | 1877                   | 95 vittorie consecutive (1924–25)                                              | Nessuno                      |
| Tutti       | 1877                   | 78–1 (98.73%) Più alta percentuale di vittorie in una stagione (1925)          | Nessuno                      |
| ----------- | ---------------------- | ------------------------------------------------------------------------------ | ---------------------------- |